# Archibald Reiss
Rodolphe Archibald Reiss (také Archibald Rudolph Reiss nebo Rodolf Arčibald Rajs, 8. července 1875 Hausach – 7. srpna 1929 Bělehrad) byl kriminolog německého původu a průkopník forenzních věd.
Vyrostl ve vinařské rodině v Bádensku, byl osmý z deseti dětí. Vystudoval chemii na Univerzitě v Lausanne, kde působil ve studentském spolku Stella Valdensis. Roku 1901 získal švýcarské občanství. Vydal knihu o využití fotografie při vyšetřování zločinů a byl šéfredaktorem časopisu Revue suisse de photographie. Byl na stáži u Alphonse Bertillona v Paříži. V roce 1906 získal profesuru a v roce 1909 založil v Lausanne první univerzitní pracoviště pro forenzní výzkum.
Přednášel o kriminalistických metodách v Petrohradě a São Paulu. V roce 1915 odjel jako dopisovatel listu Gazette de Lausanne do Srbska a byl spolu s nizozemským lékařem Ariem van Tienhovenem pověřen vyšetřováním válečných zločinů spáchaných rakousko-uherskou armádou na srbském území. Publikoval dvě zprávy, v níž zdokumentoval tisíce případů zavražděných civilistů, vycházel z prohlídek hrobů i z vyobrazení poprav na rakouských propagandistických pohlednicích. Po pádu Bělehradu se jako dobrovolník zúčastnil stažení srbské armády na Korfu. S Moravskou divizí vpochodoval roku 1918 do osvobozeného Bělehradu, rozhodl se po válce zůstat v zemi a usadil se v Topčideru. Se svým svědectvím vystoupil na Pařížské mírové konferenci. Byl zakladatelem jugoslávského Červeného kříže a první policejní školy v zemi. V roce 1928 vydal manifest Ecoutez, Serbes! (Slyšte, Srbové!), v němž se vyznal ze své lásky k prostým Srbům i ze znechucení nad jejich zkorumpovanými elitami. Reissovo životní dílo Manuel de Police scientifique zůstalo nedokončeno. 
Zemřel roku 1929, jeho srdce bylo uloženo na hoře Kajmakčalan. V Novém Sadu jsou po něm pojmenována Kasárna Archibalda Reisse, v Bělehradě mu byl odhalen pomník, který vytvořil sochař Marko Brežanin. Spisovatel Vojislav Ilić Mlađi mu věnoval oslavnou báseň. Reiss je také čestným občanem města Krupanj.